# Shere Khan
Ne doit pas être confondu avec Sher Khan, surnom de Sher Shah Suri, chef afghan et souverain de l'Inde au XVIe siècle.
Shere Khan est un tigre fictif, personnage du roman Le Livre de la jungle (1894) de Rudyard Kipling, ainsi que du long métrage d'animation de Walt Disney. Shere Khan est un tigre du Bengale dont le nom veut dire « seigneur tigre » en hindi/ourdou. Il est le pire ennemi de Mowgli, le héros de l'histoire.

## Personnalités

### Œuvre originale

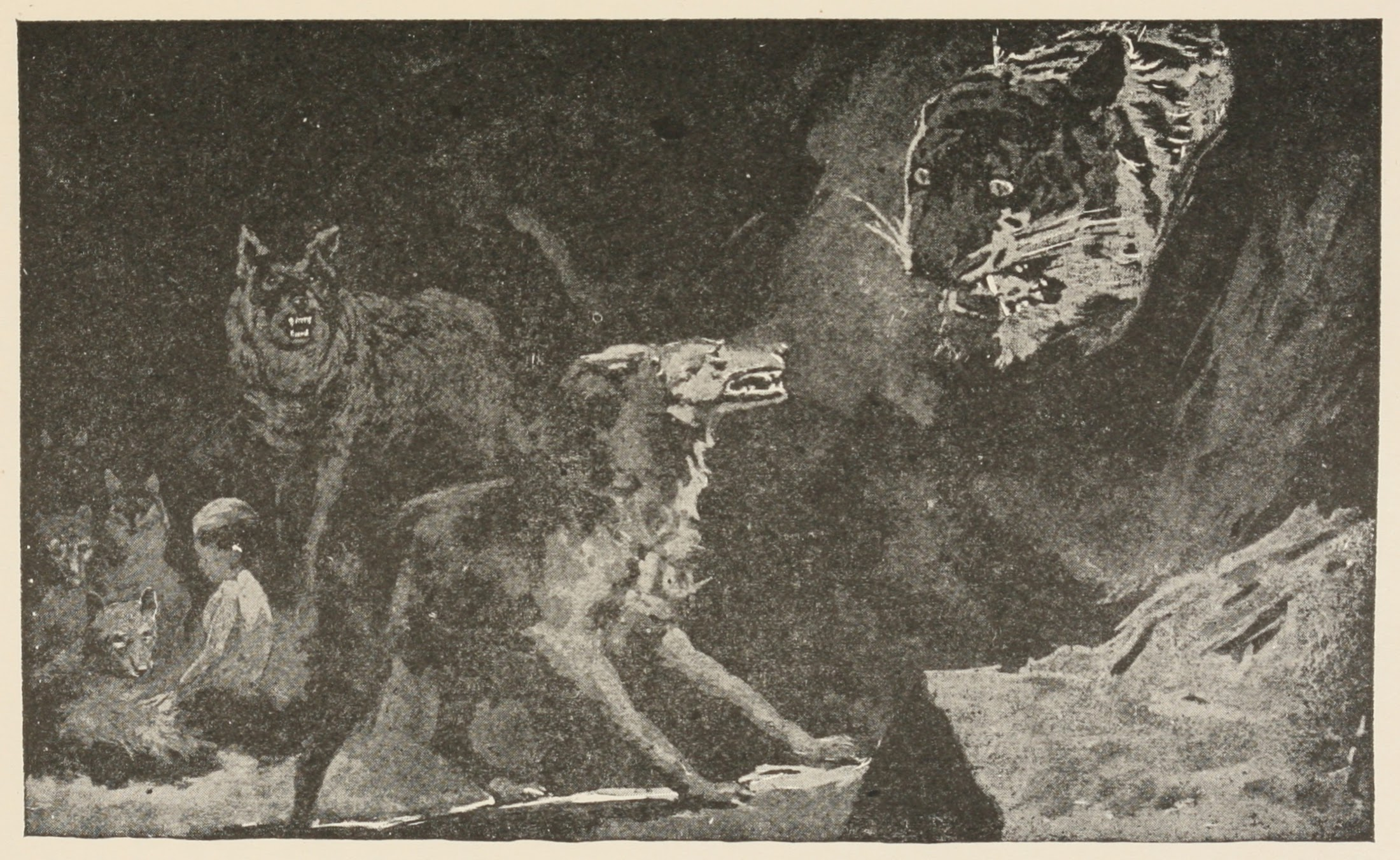
Shere Khan entre en conflit avec les loups.

Le tigre voue une haine immense à tous les hommes car ceux-ci le pourchassent sans relâche ; il s'est juré de tuer tout être humain présent dans la forêt.
Il recherche spécialement Mowgli pour le tuer avant qu'il ne devienne un homme et est prêt à tuer tous ceux qui se mettront sur sa route. Baloo, Bagheera et les vautours en feront les frais.
Il ne craint que le feu grâce auquel le petit d'homme sortira victorieux de l'affrontement avec lui.
Impulsif, il est loin d'être une terreur pour les autres animaux de la jungle.
Réputé pour ne tuer que des bestiaux, des bœufs, des taureaux et de se repaître d'animaux morts, Shere Khan est incapable de mener une vraie chasse et il n'inspire que le mépris.
Son habitude de dévorer les troupeaux lui attire rapidement la haine des hommes qui le traquent sans arrêt.
Après avoir sauté sur un feu de bûcheron et s'être brûlé les pattes, le tigre craint les flammes plus que tout.
Il est en « bonne entente » avec les animaux de la jungle comme en témoignent les nombreux dialogues qu'il a avec les différents personnages : Kaa ou même le colonel Hathi.

### Disney
Dans sa version Disney (contrairement à l'œuvre originale où il est plutôt méprisé que craint), Shere Khan est un animal robuste, un prédateur en puissance. Cruel, il aime tuer. Et si la biche qu'il surveille semble être une proie normale pour celui qui doit subvenir à ses besoins, sa volonté de tuer Mowgli semble être un pur jeu.
Sadique, le tigre s'amuse en effet à chercher le petit homme à travers la jungle. Et lorsqu'il le trouve enfin, il se refuse à le tuer immédiatement, lui offrant même une fausse occasion de fuir.
Sûr de lui, Shere Khan jouit d'une funeste réputation. Chacun, il est vrai, est conscient que le fauve est un assassin dangereux. C'est pour cette raison que Bagheera et les loups s'accordent sur le fait que Mowgli doit au plus vite quitter la jungle pour rejoindre ses congénères.
Shere Khan lui-même connait sa funeste réputation. Il aime l'idée que la seule évocation de son nom inspire la crainte et il en joue d'ailleurs énormément. Appelé « Votre altesse » par les vautours, il s'amuse à leur faire peur d'un simple « bouh ».
Arrogant, sûr de lui, il s'estime bien supérieur aux autres. Qualifiant Hathi d'« idiot » et de « grotesque colonel », il ne respecte personne.
Meurtrier reconnu, le tigre n'en reste pas moins un animal sophistiqué. Toujours posé, il parle avec calme et tact, usant dans la version originale de son très bel accent anglais. Mais cette patience et ce calme ne sont qu'une vitrine. Au fond de lui, Shere Khan est un être terrifié par les hommes et par le feu.
Décidé à se venger de l'espèce humaine, il entend tuer le petit homme et sort de ses gonds lorsque Baloo et les vautours tentent de l'en empêcher.
Dès lors, l'instinct de mort du tigre prend le pas sur le flegme britannique dont il a jusqu'alors fait preuve. Griffes dehors, yeux enragés, il attaque sauvagement. La colère est telle qu'il ne peut retenir ses paroles et ses coups. La fureur est telle qu'il ne se rend alors pas compte que Mowgli est en train de nouer une branche enflammée à sa queue. Shere Khan se retrouve nez-à-nez avec son deuxième ennemi, le feu.
Terrorisé, il prend la fuite à travers la jungle, ruinant ses chances de tuer Mowgli ainsi que sa réputation de terreur.

### Remake
Dans le remake de 2016, Shere Khan est beaucoup plus impitoyable, manipulateur, froid et monstrueux que sa version cartoon. Cruel, violent, destructeur, assoiffé de sang et sauvage, il jouit surtout de l'antagonisme et du harcèlement de Mowgli en se glorifiant des morts de son père et d'Akela. Il est borgne, son œil droit ayant été brûlé par le père de Mowgli avant d'être tué par le fauve. C'est l'acte fondateur de sa haine viscérale des hommes et du jeune Mowgli en particulier. Il essaie de faire peur à Mowgli et il réussit brièvement, mais il prouve que la peur de lui est ce qui lui donne la scène et le pouvoir de contrôler les animaux dans la jungle. Mowgli réussira à retourner tous les autres animaux contre lui et ainsi à mettre un terme à son règne de terreur. Il entraîne Shere Khan dans la jungle, après l'avoir involontairement incendiée au préalable. Si Mowgli parvient à s'échapper grâce à ses astuces, le fauve ne s'aperçoit que trop tard qu'il a rejoint son ennemi sur la branche d'un arbre déjà mort avant l'incendie. Celle-ci cède sous le poids du fauve, qui tombe dans les flammes et meurt.

## Histoire

### Œuvre originale
Le félin est présenté dès les premières lignes comme Shere Khan le Grand, tigre de dix pieds habitant la rivière Waingunga, à vingt milles de la tanière des loups. Surnommé Lungri par sa mère, le félin est boiteux depuis sa naissance.
Dans le livre, notamment pendant la jeunesse de Mowgli, on voit Shere Khan prendre un grand ascendant sur beaucoup de jeunes loups de la meute, à qui il offre des proies pour s'attirer leur appui. Il espère ainsi que les loups rejetteront Mowgli et qu'il pourra le tuer sans problème. Il faut noter que Shere Khan est boiteux et qu'il tue des hommes plus facilement que des grands animaux.
Shere Khan entre en conflit avec les loups lorsque ces derniers trouvent par hasard un enfant dans la jungle. Estimant que ce petit homme est sa proie, il s'oppose aux canidés qui, malgré leurs désaccords, refusent de le lui livrer. Mowgli grandit donc au milieu de la meute, sous la protection du loup Akela. Mais le tigre est bien décidé à croquer l'humain. Usant de toute sa malice, il tente de liguer les jeunes loups contre leur vieux chef en les persuadant que l'enfant n'a pas sa place parmi eux. Mowgli parvient à évincer le tigre en le menaçant avec le feu, la « Fleur Rouge ». Mais si Shere Khan est éloigné durablement, il a insinué le doute dans l'esprit des loups. Mowgli doit partir.
Lors d'une réunion de la meute sur le « Rocher du conseil », pendant laquelle Akela doit être sacrifié et remplacé par un nouveau chef, Mowgli, protégé par des branches enflammées, promet à Shere Khan de revenir une dernière fois sur le rocher afin d'y tendre sa peau sur 4 bambous. Il le chasse, sauve la vie d'Akela et quitte la meute.
Shere Khan sera effectivement tué plus tard piétiné par une charge de buffles emmenés par Mowgli.

### Disney

#### Le livre de la jungle
Si son nom est prononcé très vite, laissant planer un réel danger sur Mowgli, Shere Khan n'apparaît finalement dans le film que très tard. Il faut en effet attendre la 45e minute pour que le fauve soit présent à l'écran. Tapi dans les hautes herbes, le félin se prépare à bondir sur sa proie. Couché sur le sol, les yeux fixes, il est prêt à ne faire qu'une bouchée de la biche. Mais c'est sans compter sur la patrouille du Colonel Hathi qui arrive au pas dans un vacarme du tonnerre. Shere Khan vient de perdre son déjeuner. Mais il y gagne bien plus. Espionnant une discussion entre Hathi et Bagheera, il apprend que le petit d'homme est désormais seul dans la jungle. « Attrayante nouvelle ». Le tigre a « rendez-vous avec le petit d'homme perdu »...
Mais Mowgli est tenu entre les anneaux de Kaa, le python, dont les dons d'hypnotiseur ont endormi le garçon. Le chant du serpent a cependant attiré le tigre, bien décidé à savoir ce qui se trame dans son arbre. Toutes griffes dehors, Shere Khan interroge Kaa, terrifié. Intrigué par les ronflements de l'enfant, le félin exige de voir les anneaux du serpent qui se prête à l'exercice sous la contrainte. Mais en vain. Mowgli est bien caché. Le tigre s'en retourne à ses recherches après avoir été embobiné par Kaa qui perd cependant sa proie.
Shere Khan fait finalement une entrée remarquée en interrompant la chanson des vautours auprès de qui Mowgli vient de trouver un peu de réconfort. Applaudissant avec sarcasme les charognards, il les félicite d'avoir retenu l'enfant, désormais sous son joug. Mais la surprise est totale pour le tigre, étonné pour ne pas dire vexé, de voir que Mowgli refuse de courir alors même que « tout le monde fuit devant Shere Khan ». Amusé par tant de cran, le tigre accepte de laisser une chance à sa proie. Il offre quelques secondes à l'enfant pour fuir, trépignant déjà à l'idée de partir en chasse. Comptant jusqu'à dix, mais fatigué par le refus de Mowgli de courir, le tigre se rue sur Mowgli, sauvé in-extremis par Baloo qui retient le fauve par la queue. Armé d'un bâton, le petit d'homme vient en aide à son ami ursidé. La solution vient alors du ciel. Un violent coup de tonnerre embrase l'arbre des vautours. Une branche enflammée attachée à sa queue suffit à faire fuir le méchant épouvanté par le feu.

#### Le Livre de la jungle 2
Contrairement à celle d'autres méchants de légende, la carrière de Shere Khan est très longue. Au cinéma, il apparaît dans Le Livre de la Jungle 2, la suite du classique de 1967, où il est doublé en version originale par Tony Jay, la voix de Frollo, et en français par le rocker Dick Rivers. Le tigre cherche sa revanche et va jusqu'au village des hommes où il retrouve le petit homme. Prêt à le supprimer, il est interrompu par Shanti qui, après avoir vu Baloo, prévient qu'une bête sauvage rode dans les parages. Les villageois partent alors en chasse et, au lieu de l'ours, poursuivent le tigre. Shere Khan est vaincu mais ne perd pas espoir d'attraper sa victime, désormais dans la jungle. Rencontrant comme dans le film original Kaa, il questionne le serpent qui affirme à juste titre ignorer où se trouve l'enfant. Invité à chercher dans les marais, Shere Khan croise alors la route des vautours et subit les moqueries de l'un d'eux, Lucky, à qui il promet une vengeance. Prenant au piège Shanti et Ranjan, deux enfants du village partis à la recherche de Mowgli, le fauve se retrouve finalement nez-à-nez avec le petit d'homme.
La confrontation ultime se déroule dans un vieux temple en partie plongé dans la lave. Après que Baloo et Shanti s'associent avec Mowgli, confondant Shere Khan en frappant trois gongs différents. Finalement, le gong de Shanti s'effondre, donnant sa cachette. Shere Khan menace de tuer Shanti à la place, sauf si Mowgli sort de sa cachette, forçant Mowgli à se révéler. Shere Khan les chasse alors, malgré les efforts de Baloo pour le ralentir. Mowgli et Shanti sautent par-dessus une fosse de lave en fusion et s'accrochent à la tête d'une statue de tigre. Shere Khan saute à travers et coince les enfants. Avant qu'il ne puisse les tuer, son poids fait tomber la statue avec les trois sur elle. Shanti et Mowgli sont sauvés par Baloo tandis que Shere Khan tombe sur une dalle de pierre dans la fosse de lave, et la statue se pose sur lui, le piégeant à l'intérieur de sa bouche. Lucky (qui a survécu à l'attaque de Shere Khan) apparaît alors et le tourmente de nouveau.

## Le livre de la jungle (1994)
Dans le film en direct de 1994, The Jungle Book , Shere Khan est présenté comme un anti-héros plutôt qu'un méchant. Dans le film Shere Khan ne tue pas pour le plaisir, et son seul but est de protéger la jungle contre ceux qui enfreignent « les lois de la jungle » (dont la plus élémentaire est de tuer pour manger ou pour ne pas être mangé) y compris les humains qui transgressent ces règles avec des armes à feu et tuent des animaux pour s'amuser au lieu de se nourrir. Au début du film, il voit deux gardes britanniques et un chasseur nommé Buldeo tirant des animaux pour le sport, et devient furieux à cause de cela. Cette nuit-là, il attaque le camp des humains pour se venger de la mort des animaux et tue le père de Mowgli, qui défendait Buldeo. Shere Khan tue aussi un garde et un sergent britannique nommé Claiborne, tous deux responsables d'avoir enfreint la loi de la jungle aux côtés de Buldeo. Cet événement a conduit Mowgli à être séparé de la civilisation et à vivre dans la jungle pour survivre pendant toutes ces années.
Shere Khan n'est pas vu à nouveau jusqu'à la deuxième moitié du film, quand il chasse plusieurs chasseurs (dirigé par le capitaine William Boone). Il passe à tabac le Lieutenant Wilkins (un homme de main de Boone) à mort. Après la mort de Boone par Kaa, Shere Khan et Mowgli se rencontrent face à face pour la première fois. Shere Khan est manifestement méfiant de Mowgli et des humains. Il tente d'effrayer Mowgli en lui rugissant dessus, mais Mowgli rugit en retour et regarde Shere Khan en face. Voyant le courage de Mowgli, Shere Khan éprouve du respect à son égard, et commence à le voir comme une «créature de la jungle». Pour cette raison, Shere Khan épargne Mowgli et lui permet à lui et à son amie Katherine Brydon de partir paisiblement.

## Le Livre de la Jungle(remake de 2016)
Shere Khan est le principal antagoniste du film d'action en direct de Disney en 2016, Le Livre de la jungle, un remake du classique d'animation de 1967. C'est dans cette version un tigre du Bengale notoire, redoutable et cicatrisé qui sert de souverain à la jungle et qui tente de tuer le petit homme, Mowgli à cause de sa haine envers l'humanité.
Shere Khan apparaît tout d'abord pendant la sécheresse, quand les animaux se rassemblent pour boire pendant la trêve de l'eau à partir d'un trou d'eau vers le Rocher de la Paix où les animaux maintiennent une trêve pour ne pas s'attaquer les uns les autres tout en étanchant leur soif. Après avoir flairé Mowgli, il menace de le tuer car l'homme n'a pas le droit de vivre dans la jungle. Il a également des cicatrices sur son visage comme une preuve de la nature cruelle et destructrice de l'homme et émet un avertissement que lorsque la trêve de l'eau se termine et le Rocher de la Paix disparaît, il viendra pour le garçon et que les loups doivent décider combien de leur propre nature ils seraient prêts à sacrifier pour protéger un homme. Il part ensuite.
Cela amène Akela et sa meute à débattre si Mowgli doit quitter la jungle ou non, ce qui fait que Mowgli quitte la meute de loups avec Bagheera pour se diriger vers un village d'homme proche. Mais Shere Khan leurs tend une embuscade en route et combat Bagheera. Il blesse sérieusement Bagheera et chasse Mowgli, qui réussit à s'échapper avec l'aide d'un troupeau de buffles.
Shere Khan retourne affronter Akela et demandant que Mowgli lui soit remis, tuant Akela en le jetant d'une falaise quand il apprend que Mowgli est sur le chemin du village des hommes.
Pendant la tentative de Kaa d'hypnotiser et de dévorer Mowgli, elle révèle que Shere Khan lui-même est responsable de la trouvaille de Mowgli par Bagheera, comme il a tué le père de Mowgli (un événement qui lui a laissé ses cicatrices faciales et sa haine implacable pour les humains).
Il prend ensuite le contrôle de la meute de loups, en déduisant que Mowgli reviendra quand il apprendra les nouvelles. Shere Khan raconte des histoires aux louveteaux sur les autres créatures de la jungle (en particulier le coucou qui se nourrit de l'amour des autres oiseaux-mères pour déposer son propre œuf dans son nid, en les privant tout en bénéficiant de son propre poussin). Il dirige son histoire à Raksha, citant son amour pour Mowgli comme un signe de faiblesse. Quand Raksha a demandé pourquoi Shere Khan fait ceci, il déclare qu'il veut Mowgli mort et qu'il attendra quand Mowgli reviendra.
Lorsque le Roi Louie informe Mowgli de la mort d'Akela, Mowgli revient pour faire face à Shere Khan à la Trêve de l'Eau avec une torche incendiée volée dans le village des hommes. Mais quand il voit comment tous les animaux de la jungle le craignent à la vue du feu qu'il tient, Shere Khan le provoque sur sa nature d'humain, conduisant Mowgli a jeter sa torche dans l'eau, permettant à Shere Khan de l'attaquer. Mais Baloo, Bagheera et la meute de loups se joignent à Mowgli dans le combat. En dépit de leur nombre et de leur force, Baloo, Bagheera et la meute sont dominés par Shere Khan, qui poursuit alors Mowgli dans le bois alors la jungle est engloutie dans les flammes grâce à la torche. Mowgli attire astucieusement Shere Khan sur un figuier mort et finit par le vaincre en le faisant tomber dans une fosse de feu à sa mort. Les éléphants ont ensuite éteint les feux de forêt en utilisant un système d'irrigation, mettant un terme à la tyrannie de Shere Khan une fois pour toutes.

## Autres apparitions
Le personnage de Shere Khan a été inclus dans la série de 1990 Super Baloo comme le magnat riche d'une compagnie appelée Khan Industries dans la ville portuaire de Crête Suzette. Il était un vilain nominal qui a parfois pris plaisir à conduire les petites entreprises hors des affaires pour développer sa propre entreprise, mais s'est parfois allié avec les héros quand cela lui convient.
Shere Khan apparaît également dans la série animée Disney 1996, Le Livre de la jungle, souvenirs d'enfance, où il est un jeune tigre. Dans cette série, Shere Khan était à l'origine des amis avec Baloo, Bagheera et d'autres. Il a également été plus un arrogant dans la série plutôt qu'un prédateur dangereux.
Il apparait dans le film Mowgli : La Légende de la jungle (Mowgli: Legend of the Jungle) d'Andy Serkis sorti en 2018. Dans cette version, il est interprété par Benedict Cumberbatch et est bien plus proche de sa version du livre que ne le sont les itérations de Disney. Contrairement à ces versions, où Shere Khan a une supériorité physique évidente sur les protagonistes, le tigre est ici boiteux et souffre donc d'un désavantage certain, qu'il compensera par ses dons de manipulateur qui lui permettront de semer la zizanie chez les loups (comme dans le livre). Cette version de Shere Khan est probablement la plus violente et sinistre qui ait été portée à l'écran. Il meurt poignardé par Mowgli durant leur affrontement final.
Shere Khan est également l'antagoniste principal de la série d'animation japonaise Le Livre de la jungle (anime). Il bénéficie ici de la supériorité physique et de la réputation sinistre caractéristique des Shere Khan de Disney, tout en reprenant certains éléments du recueil original, comme le fait que Tabaqui soit son laquais. Il est temporairement boiteux à cause d'une morsure infligée par Alexandre le père loup adoptif de Mowgli. Bien des animaux antagonistes de la série travailleront à son compte. Bien que craint de tous, il est également détesté pour son habitude à attaquer les humains et le bétail, tout comme dans le livre. Shere Khan mourra après un rude combat contre Mowgli, où le petit d'homme poignardera le tigre en plein cœur.
Dans le dessin animé soviétique Mowgli (ru) (Ма́угли) composé de cinq épisodes réalisés de 1967 à 1971, Shere Khan accompagné de Tabaqui, est dépeint d'une façon proche de l'œuvre originale de Kipling. Il n'est pas piétiné par un troupeau de buffles, mais tué par Mowgli lui-même, lui brisant la mâchoire.

## Interprètes

### Voix originales
- George Sanders (Le Livre de la jungle)
- Jason Marsden (Le Livre de la jungle, souvenirs d'enfance)
- Tony Jay (autres apparitions)
- Idris Elba (dans l'adaptation de Jon Favreau en 2016)
- Benedict Cumberbatch (dans l'adaptation de Andy Serkis en 2018)
- Anatoli Papanov ( Mowgli, (1967-1971) ).

### Voix françaises
- Jean Martinelli (Le Livre de la jungle)
- Dick Rivers (Le Livre de la jungle 2)
- Christophe Lemoine (Le Livre de la jungle, souvenirs d'enfance)
- Gabriel Cattand (adulte dans la version vidéo, intitulée « Les Petits Sauvages », de Le Livre de la jungle, souvenirs d'enfance)
- Daniel Njo Lobé (dans l'adaptation de Jon Favreau en 2016)
- Jérémie Covillault (dans l'adaptation de 2018)

## Chansons interprétées par Shere Khan
C'est ça l'amitié avec les vautours et Mowgli.